# Maracañao
Maracañao es una isla y también un  barrio rural  del municipio filipino de quinta categoría de Agutaya perteneciente a la provincia  de Paragua en Mimaro,  Región IV-B.

## Geografía
Este barrio  se encuentra en situado la isla del mismo nombre  situada  en el mar de Joló en las  Islas de Cuyos, archipiélago formado por  cerca de 45 islas situadas al noreste de la isla  de Paragua (Puerto Princesa), al sur de Mindoro (San José) y al oeste de la de  Panay (Iloílo).
Su término ocupa la  isla del mismo nombre que se encuentra situada 10 kilómetros al noroeste de la isla de Agutaya, 13 kilómetros al este de la isla de Diit y otros 13 kilómetros al noroeste de la isla de Mataragüis.

### Demografía
El barrio  de Maracañao contaba  en mayo de 2010 con una población de 274 habitantes.